# Březina (Pardubice)
Březina é uma comuna checa localizada na região de Pardubice, distrito de Svitavy.